# Lepus castroviejoi
A Lebre-cantábrica (Lepus castroviejoi), ou lebre-de-Castroviejo, ou ainda lebre-de-piornal, é um leporídeo endêmico da Espanha.